# Kocsér
Kocsér es un pueblo húngaro perteneciente al distrito de Nagykőrös en el condado de Pest, con una población en 2013 de 1859 habitantes.
Fue fundado en el siglo XIII como una granja de origen mongol y cumano y se menciona con su actual nombre desde 1488. Pasó a considerarse localidad en 1877.
Se ubica unos 10 km al este de la capital distrital Nagykőrös.